# 洛勒·穆罕默德·舒瓦
洛勒·穆罕默德·舒瓦（法語：Lol Mahamat Choua，1939年6月15日—2019年9月15日）是查德政治人物，曾經於1978年時擔任4個月的查德國家元首，他同時也是是民主與進步大會黨魁。